# Victor Wegnez
Victor Wegnez, né le 25 décembre 1995, est un joueur de hockey sur gazon international belge évoluant au Waterloo Ducks HC.

## Palmarès
- Vainqueur du hockey sur gazon aux jeux olympiques de 2020
- Vainqueur du Championnat d'Europe de hockey sur gazon 2019
- Vainqueur de la Coupe du monde de hockey sur gazon 2018
- Finaliste du Championnat d'Europe de hockey sur gazon 2017